# Marc-Antoine Parseval
Marc-Antoine Parseval des Chênes (* 27. April 1755 in Rosières-aux-Salines; † 16. August 1836 in Paris) war ein französischer Mathematiker, der für die nach ihm benannte parsevalsche Gleichung bekannt wurde.

## Leben
Marc-Antoine Parseval kam 1755 als Sohn einer aristokratischen Familie zur Welt. 1795 heiratete er Ursule Guerillot, ließ sich jedoch schon kurz darauf wieder scheiden.
Als Monarchist stand er der französischen Revolution kritisch gegenüber und wurde für die Veröffentlichung von Gedichten im Jahre 1792 eingesperrt.
Zwischen 1796 und 1828 wurde er fünfmal in die Académie des sciences nominiert, jedoch nicht hineingewählt.
Seine mathematischen Publikationen beschränkten sich auf fünf Artikel, die er 1806 unter dem Titel Mémoires présentés à l’Institut des Sciences, Lettres et Arts, par divers savants, et lus dans ses assemblées. Sciences mathématiques et physiques. (Savants étrangers.) veröffentlichte.
Die einzelnen Artikel sind unter folgenden Titeln erschienen:
- Mémoire sur les résolutions des équations aux différences partielles linéaires du second ordre (5. Mai 1798).
- Mémoire sur les séries et sur l’integration complète d’une équation aux différences partielles linéaires du second ordre, à coefficients constants (5. April 1799).
- Intégration générale et complète des équations de la propagation du son, l’air étant considéré avec ses trois dimensions (5. Juli 1801).
- Intégration générale et complète de deux équations importantes dans la mécanique des fluides (16. August 1803).
- Méthode générale pour sommer, par le moyen des intégrales définies, la suite donnée par le théorème de M. Lagrange, au moyen de laquelle il trouve une valeur qui satisfait à une équation algébrique ou transcendente (7. Mai 1804).

Die zweite „Mémoire“ von  1799 enthält die nach ihm benannte parsevalsche Gleichung, jedoch ohne Beweis und ohne Bezug zu Fourier-Reihen. Parseval meinte, ein Beweis sei nicht notwendig, da die Aussage der Gleichung offensichtlich sei.